# Штофф, Виктор Александрович
Виктор Александрович Штофф (1915—1984) — советский философ.
Учился в школе «Анненшуле» в Петрограде.
После окончания в 1937 году философского факультета Ленинградского государственного университета преподавал на историческом факультете ЛГУ.
В годы Великой Отечественной войны преподавал в Индустриальном институте (г. Куйбышев).
В 1945—1967 годах преподавал на философском факультете ЛГУ. В 1964 году защитил	докторскую диссертацию	«Гносеологические проблемы моделирования».
В 1967—1984 годах — профессор кафедры философии Института повышения квалификации преподавателей ЛГУ.

## Научные труды
- Философские основы теории химических строений А. М. Бутлерова // Ученые записки ЛГУ. Серия филос. наук., 1956. Вып. 7
- Некоторые вопросы диалектического материализма. — Л., 1962.
- Философские вопросы современного учения о движении в природе. — Л., 1962, 200 с. (в соавт.)
- Роль моделей в познании. — Л., 1963.
- Модель и эксперимент // Некоторые вопросы методологии научного исследования. — Л., 1965. Вып.1. С. 101-136.
- Моделирование и философия. — М; Л., 1966.
- Введение в методологию научного познания. — Л., 1972.
- Современные проблемы методологии научного познания. — Л., 1975.
- Проблемы методологии научного познания. — М., 1978.
- Диалектика материального мира. — Л., 1985, 303 с. (в соавт.)